# Piriápolis
Piriápolis é uma cidade-balneário uruguaia localizada ao oeste de Punta del Este e a 97 km da capital, Montevidéu. Tem seu nome derivado de seu fundador, Dr. Francisco Piria, e tem uma população fixa de 8.830 habitantes (2011), mas a população flutuante é muito maior, principalmente nos meses quentes de verão (dezembro a março), quando recebe muitos visitantes argentinos, brasileiros e uma quantidade crescente de europeus, ainda que o turismo interno seja muito importante, em seus hotéis e cassinos.
A vida noturna também é muito ativa nesses meses.
A capela de Santo Antônio, no cerro homônimo, um dos tantos que rodeiam a cidade junto ao Cerro del Toro, oferece uma vista panorâmica. Para viajantes mais intrépidos, existe a possibilidade de escalar o terceiro cerro mais alto do Uruguai, o Pan de Azúcar, nos arredores da cidade homônima, cerca de 10 km fora do balneário.
Outras atrações turísticas de Piriápolis são duas formações rochosas ótimas para pesca no ano todo, assim como a avenida Praia de los Argentinos e as praias de areias brancas, como São Francisco e Praia Formosa.

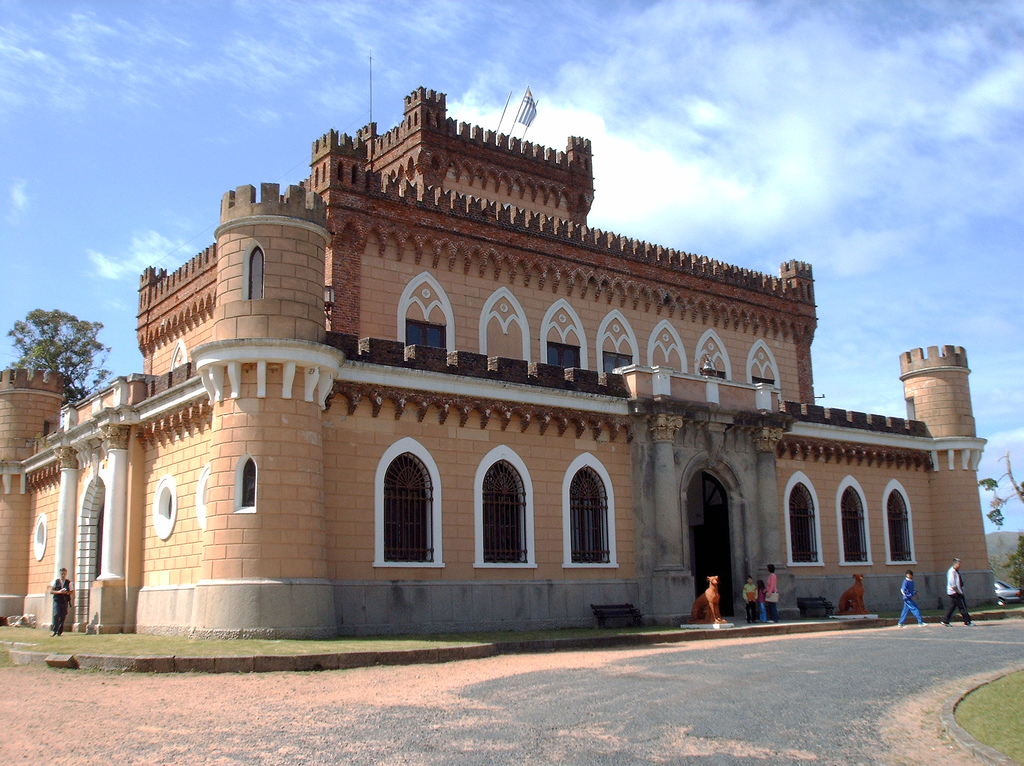
Castelo de Piria, em Piriápolis.